# Uomini (Mimmo Locasciulli)
Uomini è un album del cantautore italiano Mimmo Locasciulli, pubblicato dall'etichetta discografica Mercury e distribuito dalla PolyGram nel 1995.

## Descrizione
L'album è prodotto da Riccardo Rinetti. L'interprete ha curato gli arrangiamenti, così come la composizione dei brani, eccetto Il suono delle campane e Una vita elementare, alla cui stesura ed esecuzione partecipano, rispettivamente, Francesco De Gregori e Stefano Delacroix.

## Tracce
CD (PolyGram, 528 152-2)
1. Il suono delle campane (feat. Francesco De Gregori) – 4:29
2. Il cane – 4:58
3. Padre mio – 4:21
4. Svegliati amore – 5:56
5. Una vita elementare (feat. Stefano Delacroix) – 4:42
6. L'inganno del tempo – 3:58
7. Auto monoposto – 4:22
8. La pioggia e l'esilio – 4:38
9. Qualcosa farò – 4:43

Durata totale: 42:07